# Myrkskog
Myrkskog – norweski zespół metalowy, grający black/death metal.

## Muzycy
Obecny skład zespołu
- Thor "Destructhor" Myhren - gitara (od 1993), wokal prowadzący (od 2001)
- Tony "Secthdamon" Ingebrigtsen - perkusja (od 1996), gitara (1996-1997), wokal wspierający (od 1997)
- Demariel - gitara basowa (od 2001)

Byli członkowie
- Kenneth "Master V" Lindberg - gitara basowa, wokal prowadzący (1993-2001)
- Lars Petter - perkusja (1993-1994)
- Bjørn Thomas - perkusja (1994)
- Anders Eek - perkusja (1996-1997)
- Haakon "Savant M" Forwald - gitara (1998-2001)

## Dyskografia
- Deathmachine (Candlelight Records, 2000)
- Superior Massacre (Candlelight Records, 2002)